# Maissau
Maissau è un comune austriaco di 1 947 abitanti nel distretto di Hollabrunn, in Bassa Austria; ha lo status di città (Stadtgemeinde).